# ملعب ميمون العرصي
ملعب ميمون العرصي، المعروف أيضا باسم تشيبولا (Chipula) هو الملعب البلدي بمدينة الحسيمة شمال المغرب. بني هذا الملعب في خمسينيات القرن العشرين إبان الحماية الإسبانية لشمال المغرب.

في 2010، عرف الملعب إصلاحات واسعة شملت توسيع مدرجاته لتصل طاقته الاستيعابية إلى 12 ألف متفرج، وتكسية أرضية الملعب بعشب اصطناعي. بلغت التكلفة المالية للإصلاحات حوالي 50 مليون درهم مغربي، وتضمن الشطر الأول منها بناء مستودعات للملابس وتوسيع المدرجات وتسقيفها.

يستجيب ملعب ميمون العرصي في هندسته وتوزيع فضاءاته إلى المعايير الدولية، في مجال السلامة وراحة المتفرجين وعلى مستوى نظام الإنارة والولوجيات، كما يحترم أحدث المعايير في مجال البناء المقاوم للزلازل. يتوفر الملعب أيضا على قاعة لكمال الأجسام، ومنصة شرفية وقاعة للترويض الطبي، ومنصة مخصصة للصحافة ومرافق إدارية.

في المخطط المستقبلي للملعب، من المنتظر أن يتم إغناء محيط الملعب ببناء محلات تجارية وفندق من أربعة طوابق بثمانية وأربعين سريرا، مخصص لإيواء اللاعبين. وفي ما يتعلق بالجانب البيئي ينتظر أن يحيط الملعب مساحات خضراء.

## مواقع خارجية
- ملعب ميمون العرصي من الفضاء
- جذاذة تعريفية بالملعب من موقع كوورة المتخصص